# Clathrus bicolumnatus
Clathrus bicolumnatus ist eine Pilzart aus der Familie der Stinkmorchelverwandten, die in Japan vorkommt.

## Merkmale
Die Fruchtkörper entstehen aus kugelförmigen cremefarbenen Hexeneiern, die manchmal einige wenige, braune Schuppen aufweisen. Es platzt bei Reife entweder unregelmäßig von der Basis her oder aber mit einem Deckel, der mit von wenigen weißen Myzelsträngen gehalten wird. Das bei der Reifung der Fruchtkörper aus dem Hexenei hervorbrechende, gelbliche, 8,5 cm langen und 2,5 cm dicken, schwammige Receptaculum besteht aus zwei getrennten Säulen, die an der Spitze verbunden sind. Anfangs sind sie noch aneinander gepresst, mit zunehmendem Alter dehnen sie sich aus und geben dem Pilz ein breites eiförmiges Aussehen. Die einzelnen Säulen verjüngen sich an der Spitze und sind im Querschnitt halbrund mit einer gut ausgebildeten Rille. Die Fruchtmasse (Gleba) befindet sich an der Innenseite des oberen Viertels bis Drittels der beiden Säulen und riecht aasartig. Die Sporen sind stäbchenförmig und messen 3,5 – 4,5 × 1,5 μm.

## Verbreitung
Clathrus bicolumnatus kommt nur in Japan vor. Laut Michael Kuo kommt er auch in Kalifornien vor Vermutlich wurde er mit Boden aus dem ostasiatischen Inselstaat eingeschleppt.

## Ökologie

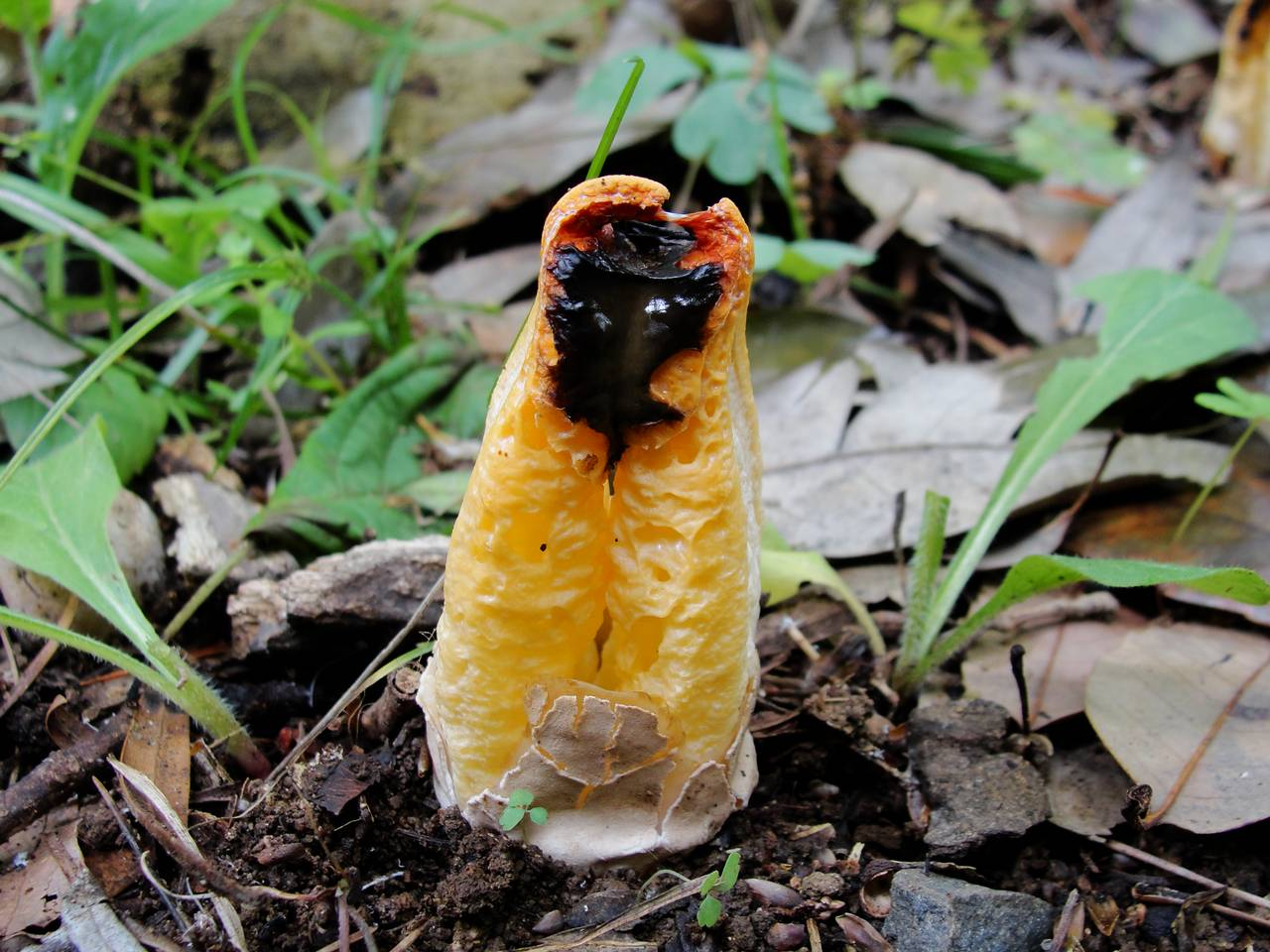
Clathrus bicolumnatus im jungen Stadium.

Clathrus bicolumnatus ist wie alle Gitterlinge ein Bodenbewohner, der sich von totem, organischen Material ernährt (Saprobiont). Die Sporen werden über Fliegen verbreitet, die vom fauligen Geruch des reifen Pilzes angelockt werden und die Fruchtmasse fressen. Die Sporen werden später unverdaut ausgeschieden und gelangen so an neue Standorte.

## Systematik
Clathrus bicolumnatus wurde 1908 als Laternea bicolumnata von Curtis Gates Lloyd erstbeschrieben. Pier Andrea Saccardo und Alessandro Trotter stellten die Art in die Gattung der Gitterlinge (Clathrus).